# Madge Kirby
Pour les articles homonymes, voir Kirby.
Madge Kirby (1884-1956) est une actrice britannique du cinéma muet américain. Elle figura dans 126 films entre 1912 et 1920.

## Filmographie partielle
- 1912 : Le Chapeau de New York (The New York Hat), de D. W. Griffith (court-métrage)
- 1912 : Heredity, de D. W. Griffith (court-métrage)
- 1912 :  A Disappointed Mama, de Dell Henderson
- 1912 :  Cœur d'apache (The Musketeers of Pig Alley), de David W. Griffith
- 1914 : His Wife's Pet, de Dell Henderson
- 1915 : His Night Out
- 1915 : The Cheese Industry
- 1915 : A Safe Adventure
- 1918 : Bathing Beauties and Big Boobs